# 腓力教堂 (哥本哈根)

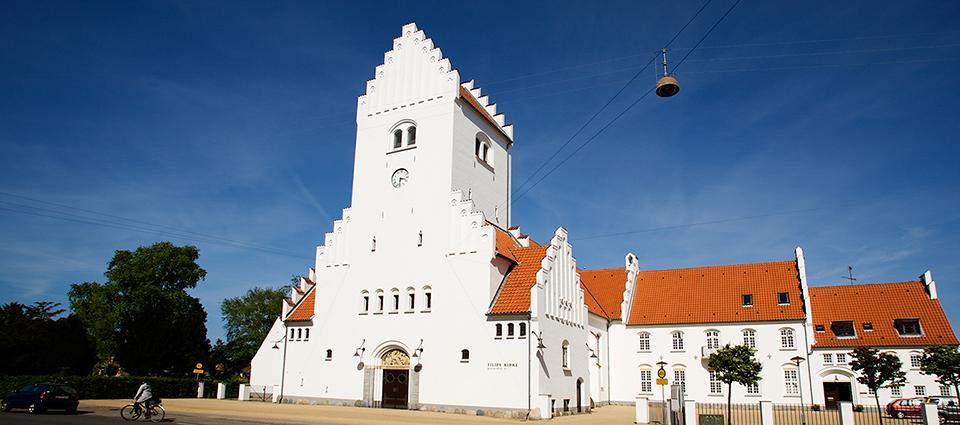
腓力教堂

腓力教堂（丹麥語：Filips Kirke）是丹麥國教會在丹麥首都哥本哈根阿邁厄島的一座教區教堂。該教堂最初是一座木質教堂。現在的教堂建築竣工於1924年，並在1929年進行了擴建。教堂外觀是傳統丹麥鄉村風格建築。

## 外部連結
- 官方网站

55°39′20″N 12°37′04″E / 55.65556°N 12.61778°E